# سیارک ۱۲۲۴۰
سیارک ۱۲۲۴۰ (به انگلیسی: 12240 Droste-Hulshoff، نامگذاری:1988PG2) دوازده هزار و دویست و چهلمین سیارک کشف شده‌است که در ۱۳ اوت ۱۹۸۸ کشف شد.
قدر مطلق سیارک برابر ۱۵٫۳۰ است.